# Ilimane Diop
Ilimane Diop, né le 4 avril 1995, à Dakar, au Sénégal, est un joueur sénégalais naturalisé espagnol, de basket-ball. Il évolue au poste de pivot.

## Biographie
Son frère Mamadou est également basketteur.
En juillet 2020, Diop et le Saski Baskonia signent un nouveau contrat qui court jusqu'à la fin de la saison 2022-2023.
En juillet 2021 Diop, trouve un accord avec le Saski Baskonia et rompt son contrat. Il trouve un accord avec le CB Gran Canaria et signe un contrat qui court jusqu'à la fin de saison 2022-2023. Néanmoins le club canarien s'en sépare à la fin de la saison 2021-2022.

## Palmarès
- Champion d'Espagne : 2020
- Médaille d'or à la Ligue d'Asie de l'Ouest 2025
- 3e du Championnat d'Europe des 16 ans et moins 2011
- 3e du Championnat d'Europe des 18 ans et moins 2013
- Finaliste du Championnat d'Europe des 20 ans et moins 2015